# Lijst van burgemeesters van Kamerik
Dit is een lijst van burgemeesters van de voormalige Nederlandse gemeente Kamerik in de provincie Utrecht. 

Deze gemeente ontstond op 8 september 1857 door samenvoeging van de toenmalige gemeenten 's-Gravesloot, Kamerik-Houtdijken, Kamerik-Mijzijde en Teckop
en werd per 1 januari 1989 toegevoegd aan de gemeente Woerden.
| Ambtsperiode | Naam burgemeester                      | Leven      | Partij of stroming | Bijzonderheden |
| ------------ | -------------------------------------- | ---------- | ------------------ | --- |
| 1857-1883    | Arnoldus (A.) van Loon                 | ±1820-1883 |                    | Tevens burgemeester van Zegveld (1852-1883), voorafgaand burgemeester van burgemeester van Kamerik-Mijzijde, Kamerik-Houtdijken en 's-Gravesloot.                                                         |
| 1883-1901    | Jan Pieter de Kock                     |            |                    | Voorafgaand gemeentesecretaris van Kamerik. Overleden. |
| 1901-1916    | Willem Karel Jan de Kock               |            |                    | Neef van zijn voorganger. Voorafgaand ambtenaar op de secretarie van de gemeente Zeist. Ontslagen op eigen verzoek.                                                                                       |
| 1916-1934    | Jenze Jan Talsma                       | 1884-1961  |                    | Voorafgaand gemeentesecretaris te Oostdongeradeel. Aansluitend burgemeester van Renkum. |
| 1935-1952    | Johannes Reijers                       | 1887-1977  | CHU                | Voorafgaand wethouder te Zwijndrecht en lid Provinciale Staten van Zuid-Holland. Van 1946 tot 1963 lid van de Eerste Kamer der Staten-Generaal. Tot mei 1945 was D.J. Munnik enkele maanden burgemeester. |
| 1952-1966    | Herman Lodewijk (H.L.) Breen           | 1914-1994  | CHU                | Voorafgaand gemeentesecretaris van Ankeveen. Aansluitend burgemeester van Leimuiden, Nieuwveen en Rijnsaterwoude.                                                                                         |
| 1966-1971    | Jan (J.) van Wijk                      | 1927-2002  | CHU                | Voorafgaand burgemeester van Zaamslag. Aansluitend burgemeester van Vianen. |
| 1972-1980    | Willem Jan (W.J.) van Doorn            | 1918-1982  | CHU                | Voorafgaand burgemeester van Poortvliet. Ontslag wegens gezondheidsredenen. |
| 1981-1988    | Willem Frans Ewoud baron van der Feltz | 1940-2013  | CDA                | Voorafgaand ambtenaar gemeente Voorburg. Aansluitend burgemeester van Breukelen. |

NB: Alle burgemeesters van Kamerik waren tijdens hun ambtsperiode tevens burgemeester van Zegveld.